# Pseudotrichonotus
Pseudotrichonotus is een geslacht van straalvinnige vissen uit de familie van pseudotrichonoten (Pseudotrichonotidae).

## Soorten
- Pseudotrichonotus altivelis Yoshino & Araga, 1975
- Pseudotrichonotus xanthotaenia Parin, 1992